# Kabinett Einbund I
Regierung der Republik Estland unter dem Staatsältesten Karl Einbund. Einbund estnisierte 1935 seinen Namen zu Kaarel Eenpalu.
Amtszeit des Kabinetts Einbund I: 19. Juli 1932 bis 1. November 1932.

## Regierung
Die Regierung Einbund war nach offizieller Zählung die 22. Regierung der Republik Estland seit Ausrufung der staatlichen Unabhängigkeit 1918. Sie blieb 107 Tage im Amt.
Direkt nach den Wahlen zum estnischen Parlament (Riigikogu), die vom 21. bis 23. Mai 1932 stattgefunden hatten, bildete Karl Einbund seine Regierung. Ihr gehörten an:
- die Partei der Vereinigten Landwirte (Ühinenud Põllumeeste Erakond);
- die Rahvuslik Keskerakond („Nationale Zentrumspartei“, RKE), die ebenfalls im Januar 1932 aus einer Vereinigung von Estnischer Volkspartei (Eesti Rahvaerakond) und Estnischer Arbeitspartei (Eesti Tööerakond) hervorgegangen war.

## Kabinett
| Ressort                      | Name                          | Amtszeit                | Partei    |
| ---------------------------- | ----------------------------- | ----------------------- | --------- |
| Staatsältester               | Karl Einbund                  | 19.07.1932 – 01.11.1932 | ÜPE       |
| Außenminister                | Mihkel Pung                   | 19.07.1932 – 01.11.1932 | RKE       |
| Gerichts- und Innenminister  | Ado Anderkopp                 | 19.07.1932 – 01.11.1932 | RKE       |
| Landwirtschaftsminister      | Oskar Köster                  | 19.07.1932 – 01.11.1932 | ÜPE       |
| Wirtschaftsminister          | Johannes-Friedrich Zimmermann | 19.07.1932 – 01.11.1932 | ÜPE       |
| Bildungs- und Sozialminister | Jaan Hünerson                 | 19.07.1932 – 01.11.1932 | ÜPE       |
| Verteidigungsminister        | August Kerem                  | 19.07.1932 – 01.11.1932 | RKE       |
| Verkehrsminister             | Jaan Raudsepp                 | 19.07.1932 – 01.11.1932 | parteilos |